# Henk Illes
Henry Lothar (Henk) Illes (Paramaribo, 21 december 1944 – aldaar, 15 augustus 2015) was een Surinaams politicus en diplomaat. Hij was van 1980 tot 1981 minister van Arbeid en Volksgezondheid. Vanaf 1991 was hij ambassadeur in Guyana, en vanaf 1995 eveneens voor de Caricom, en vanaf 2001 in de Verenigde Staten.

## Biografie
Henk Illes studeerde aan de TU Delft in Nederland en slaagde daar in 1962 als landmeter. Bij terugkeer werkte op verschillende plaatsen. Hij was getrouwd en samen hadden ze vier kinderen.
Na de Sergeantencoup was hij minister in de twee eerstvolgende kabinetten, Chin A Sen I en Chin A Sen II, aanvankelijk van Arbeid en Volksgezondheid. Tijdens het tweede kabinet raakte hij in 1981 beide portefeuilles kwijt, die van Arbeid, ten gunste van Errol Alibux die al minister van Sociale Zaken was, en van Volksgezondheid, die naar Badrissein Sital ging.
Na afloop van het militaire regime was hij medeoprichter van de Surinaamse Partij van de Arbeid (SPA). Hij was adviseur voor Fred Derby, die naast de SPA de leiding had over de vakcentrale C-47. Ook gaf hij advies over aangelegenheden inzake de Internationale Arbeidsorganisatie (ILO) en over wiskundige berekeningen, waar zijn grote expertise lag. Verder stond hij bekend om zijn filosofische uitspraken.
In 1991 werd hij ambassadeur in Guyana. In deze periode richtte hij zich vooral op het grensgeschil met Guyana over het Tigri-gebied. In zijn carrière hield hij zich hier ook mee bezig in de commissie hierover. Toen Suriname zich in 1995 aansloot bij de Caricom werd hij daarvan de eerste ambassadeur, eveneens met standplaats Guyana. Na de eeuwwisseling werd hij ambassadeur in de Verenigde Staten in Washington D.C. Hier diende hij van 10 oktober 2001 tot 27 februari 2007.
In zijn leven was hij ook lid van de Bemiddelingsraad en rond 1993 president-commissaris van Surinam Airways. Hij is ook voorzitter geweest van de Surinaamse Badminton Bond.
Henk Iles was al geruime tijd ziek toen hij op 17 augustus 2015 op 70-jarige leeftijd overleed.